# Rondo Hatton
Pour les articles homonymes, voir Hatton.
Rondo Hatton, né le 22 avril 1894 à Hagerstown (Maryland) et mort le 2 février 1946 à Beverly Hills (Californie), est un journaliste et un acteur américain.
Atteint d'une acromégalie lui causant une déformation du visage, il est embauché par Hollywood pour son physique particulier et tourne pendant sa courte carrière dans des films de série B, notamment des films d'horreur qui feront de lui une icône du genre.

## Biographie
Né de parents enseignants, Rondo Hatton devient, après le lycée, reporter dans un journal local de Tampa en Floride, où sa famille s'est installée.
Lorsque la Première Guerre mondiale éclate, il est enrôlé dans l'armée américaine et part en France. Exposé au gaz moutarde lors des combats et touché aux poumons, il est contraint de rentrer aux États-Unis. Il reprend alors son métier de journaliste.
C'est à cette époque que les médecins diagnostiquent qu'il est atteint d'acromégalie, un trouble hormonal qui engendrera chez lui une modification de la forme de son visage et un changement du son de sa voix.
En 1930, alors qu'il fait un reportage sur la tournage du film Sous le ciel des tropiques d'Henry King, ce dernier l'engage pour un petit rôle. Commence alors pour lui une courte carrière d'acteur, au cours de laquelle il interprète des rôles, souvent non crédités, de voyous, gangsters ou monstres.
En 1944, dans La Perle des Borgia, adaptation d'une des aventures de Sherlock Holmes, il est «The Creeper», un géant difforme. Les Studios Universal qui le présentent comme «l'homme qui n'a pas besoin de maquillage», l'engagent en 1945 pour tourner dans The Jungle Captive, puis en 1946 où il joue à nouveau le rôle de «The Creeper» dans House of Horrors et dans The Brute Man.
Peu de temps après la fin du tournage de ce dernier film, Rondo Hatton meurt d'une crise cardiaque à l'âge de 51 ans.

## Filmographie partielle
- 1927 : La Case de l'oncle Tom (non crédité)
- 1930 : Sous le ciel des tropiques (non crédité)
- 1931 : La Fille de l'enfer (Safe In Hell) de William A. Wellman
- 1938 : L'Incendie de Chicago
- 1939 : Capitaine Furie (non crédité)
- 1939 : Pacific Express (non crédité)
- 1940 : La Roulotte rouge
- 1942 : Le Cygne noir (non crédité)
- 1942 : Six destins (non crédité)
- 1942 : L'Envoûté (non crédité)
- 1943 : L'Étrange Incident (non crédité)
- 1943 : Sleepy Lagoon
- 1944 : La Princesse et le Pirate (non crédité)
- 1944 : La Perle des Borgia
- 1945 : The Jungle Captive
- 1946 : House of Horrors
- 1946 : The Brute Man